# Britomarti
Britomarti (in greco antico: Βριτόμαρτις?) è un personaggio della mitologia greca, una delle compagne di caccia di Artemide, le teneva i cani al guinzaglio e con la sua inventiva creò le reti per cacciare, dea della fertilità, della caccia, della rete per la pesca, dell'uccellagione e della caccia di piccola selvaggina.
Nella versione più comune, Britomarti è figlia di Zeus e di Carme ma esistono versioni dove la madre è Latona.

## Mitologia
Minosse, re di Creta, aveva avuto molte amanti nel corso della sua vita. La sua preferita era Britomarti. La ragazza fuggì dal re nascondendosi in un bosco pieno di querce e nella casa di Bize, ma per nove mesi Minosse non smise di darle la caccia per monti e per valli, fino a quando disperata si gettò a mare e venne salvata da un gruppo di pescatori. 

### La divinizzazione
Era considerata la dea della fertilità cretese. Essa appare anche collegata al culto della Luna, e viene identificata dai mitografi come una variante del mito della Dea Madre. La sua figura venne in seguito a confondersi con quella di Artemide, la dea della caccia.

## I nomi
Artemide divinizzò Britomarti con il nome di Dictinna (collegata a dictyon=rete), ad Egina invece venne chiamata Afea perché scomparve, infine a Cefalonia era ricordata come Lafria.
Brite, invece, è un doppione della leggenda di Britomarti. Figlia di Ares (Marte) fuggì da Minosse e, gettatasi in mare, fu salvata da una rete di pescatori. L'oracolo, dopo lo scoppio di una epidemia di peste, rispose che per averne ragione, occorreva rendere onori divini a Diana Dittinna, l'Artemide della rete (Enciclopedia dei miti, Garzanti). 

## In letteratura
La ninfa Britomarti figura come interlocutrice di Saffo in Schiuma d'onda, brano dei Dialoghi con Leucò di Cesare Pavese.
Appare inoltre anche Nella saga letteraria Le sfide di Apollo,scritta da Rick Riordan